# Saint-Amand-Montrond
Saint-Amand-Montrond – miejscowość i gmina we Francji, w Regionie Centralnym, w departamencie Cher.
Według danych na rok 1990 gminę zamieszkiwało 11 937 osób, a gęstość zaludnienia wynosiła 592 osoby/km² (wśród 1842 gmin Regionu Centralnego Saint-Amand-Montrond plasuje się na 26. miejscu pod względem liczby ludności, natomiast pod względem powierzchni na miejscu 656.).

## Miasta partnerskie
- Otwock, Polska
- Nottuln, Niemcy
- Riobamba, Ekwador